# Старомихайловское сельское поселение
Старомихайловское се́льское поселе́ние — муниципальное образование в Альметьевском районе Татарстана Российской Федерации.
Административный центр — село Старая Михайловка.

## История
Статус и границы сельского поселения установлены Законом Республики Татарстан от 31 января 2005 года № 9-ЗРТ «Об установлении границ территорий и статусе муниципального образования "Альметьевский муниципальный район" и муниципальных образований в его составе».

## Население
| 2010 | 2011 | 2012 | 2013 | 2014 | 2015 | 2016 |
| ---- | ---- | ---- | ---- | ---- | ---- | ---- |
| 705  | →705 | ↗723 | ↗752 | ↘741 | ↘728 | ↗751 |
| 2017 | 2018 |      |      |      |      |      |
| ↘746 | ↘743 |      |      |      |      |      |

## Состав сельского поселения
| № | Населённый пункт  | Тип населённого пункта | Население |
| - | ----------------- | ---------------------- | --------- |
| 1 | Байлар            | деревня                |           |
| 2 | Болгар-2          | деревня                |           |
| 3 | Гульбакча         | деревня                |           |
| 4 | Ирекле            | деревня                |           |
| 5 | Каськи            | село                   |           |
| 6 | Мугезле-Елга      | деревня                |           |
| 7 | Наратлы           | деревня                |           |
| 8 | Старая Михайловка | село                   |           |
| 9 | Юкале             | деревня                |           |